# Superpuchar Włoch w piłce siatkowej kobiet
Superpuchar Włoch w piłce siatkowej kobiet (wł. Supercoppa italiana) – cykliczne rozgrywki w piłce siatkowej organizowane corocznie przez Lega Pallavolo Serie A we współpracy z Włoskim Związkiem Piłki Siatkowej (wł. Federazione Italiana Pallavolo, FIPAV) dla mistrza i zdobywcy Pucharu Włoch. 
Rozgrywki o siatkarski Superpuchar Włoch rozgrywane są od 1996 roku. Pierwszym zwycięzcą oraz najwięcej razy to trofeum tych rozgrywek zdobył klub Foppapedretti Bergamo.

## Historia
Pierwszy mecz o Superpuchar Włoch rozegrany został 1 listopada 1996 w Reggio nell’Emilia pomiędzy klubami Foppapedretti Bergamo i Anthesis Modena.

## Zwycięzcy
| Edycja | Data              | Miejsce spotkania                     | 1. miejsce                                                        | 2. miejsce                                                            | Wynik spotkania                         |
| ------ | ----------------- | ------------------------------------- | ----------------------------------------------------------------- | --------------------------------------------------------------------- | --------------------------------------- |
| I      | 01.11.1996        | Reggio nell’Emilia (PalaBigi)         | Foppapedretti Bergamo (Mistrz i zdobywca Pucharu Włoch)           | Anthesis Modena (Wicemistrz i finalista Pucharu Włoch)                | 3:2 (5:15, 15:10, 15:9, 8:15, 15:11)    |
| II     | 02.11.1997        | Arezzo (PalaCaselle)                  | Foppapedretti Bergamo (Mistrz i zdobywca Pucharu Włoch)           | Anthesis Modena (Wicemistrz i finalista Pucharu Włoch)                | 3:0 (15:8, 15:8, 15:8)                  |
| III    | 26.11.1998        | Reggio nell’Emilia (PalaBigi)         | Foppapedretti Bergamo (Mistrz i zdobywca Pucharu Włoch)           | CerMagica Reggio Emilia (Wicemistrz i finalista Pucharu Włoch)        | 3:2 (15:12, 11:15, 3:15, 16:14, 15:12)  |
| IV     | 06.10.1999        | San Lazzaro di Savena (PalaSavena)    | Foppapedretti Bergamo (Mistrz Włoch)                              | Despar Perugia (Zdobywca Pucharu)                                     | 3:0 (25:19, 25:22, 25:19)               |
| V      | 15.11.2000        | Rieti (PalaLoniano)                   | Virtus Reggio Calabria (Zdobywca Pucharu i wicemistrz Włoch)      | Edison Modena (Mistrz i finalista Pucharu Włoch)                      | 3:2 (25:22, 21:25, 16:25, 25:20, 15:12) |
| VI     | 21.10.2001        | Vicenza (PalaRewatt)                  | Metodo Minetti Vicenza                                            | Foppapedretti Bergamo (Wicemistrz i finalista Pucharu Włoch)          | 3:1 (23:25, 25:20, 25:23, 25:19)        |
| VII    | 29.09.2002        | Novara (PalaDalLago)                  | Volley Modena (Zdobywca Pucharu Włoch)                            | Foppapedretti Bergamo (Mistrz i finalista Pucharu Włoch)              | 3:0 (25:18, 25:20, 26:24)               |
| VIII   | 03.12.2003        | Siracusa (PalaLoBello)                | Asystel Novara (Wicemistrz Włoch)                                 | Despar Sirio Perugia (Mistrz i zdobywca Pucharu Włoch)                | 3:0 (25:22, 25:16, 25:19)               |
| IX     | 02.11.2004        | Cuneo (PalaCastagnaretta)             | Foppapedretti Bergamo (Mistrz i finalista Pucharu Włoch)          | Despar Perugia                                                        | 3:0 (25:18, 25:11, 25:20)               |
| X      | 23.10.2005        | Turyn (PalaRuffini)                   | Asystel Novara                                                    | Foppapedretti Bergamo (Wicemistrz i finalista Pucharu Włoch)          | 3:2 (27:25, 26:24, 20:25, 23:25, 15:6)  |
| XI     | 23.12.2006        | Monterotondo (Palazzetto dello Sport) | Scavolini Pesaro                                                  | Asystel Novara                                                        | 3:0 (25:19, 25:23, 25:22)               |
| XII    | 04.12.2007        | Mediolan (PalaLido)                   | Despar Perugia (Mistrz i zdobywca Pucharu Włoch)                  | Monte Schiavo Banca Marche Jesi (Wicemistrz Włoch)                    | 3:0 (25:21, 25:21, 25:14)               |
| XIII   | 08.10.2008        | Pesaro (Adriatic Arena)               | Scavolini Pesaro (Mistrz i finalista Pucharu Włoch)               | Foppapedretti Bergamo (Zdobywca Pucharu Włoch)                        | 3:1 (27:25, 25:17, 19:25, 25:18)        |
| XIV    | 10.10.2009        | Turyn (PalaRuffini)                   | Scavolini Pesaro (Mistrz i zdobywca Pucharu Włoch)                | Asystel Novara (Wicemistrz i finalista Pucharu Włoch)                 | 3:2 (25:19, 18:25, 25:21, 23:25, 15:13) |
| XV     | 22.12.2010        | Pawia (PalaRavizza)                   | Scavolini Pesaro (Mistrz Włoch)                                   | MC-PietroCarnaghi Villa Cortese (Wicemistrz i zdobywca Pucharu Włoch) | 3:0 (25:20, 25:20, 25:19)               |
| XVI    | 16.02.2012 (2011) | Monza (Palazzetto dello Sport)        | Foppapedretti Bergamo (Mistrz i finalista Pucharu Włoch)          | MC-PietroCarnaghi Villa Cortese (Wicemistrz i zdobywca Pucharu Włoch) | 3:2 (25:20, 20:25, 17:25, 25:22, 15:13) |
| XVII   | 13.10.2012        | Montichiari (PalaGeorge)              | Unendo Yamamay Busto Arsizio (Mistrz i zdobywca Pucharu Włoch)    | Asystel MC Carnaghi Villa Cortese (Wicemistrz Włoch)                  | 3:2 (20:25, 25:21, 21:25, 25:21, 15:12) |
| XVIII  | 23.11.2013        | Piacenza (PalaBanca)                  | Rebecchi Nordmeccanica Piacenza (Mistrz i zdobywca Pucharu Włoch) | Imoco Volley Conegliano (Wicemistrz Włoch)                            | 3:0 (25:22, 25:10, 25:10)               |
| XIX    | 25.11.2014        | Monza (Palazzetto dello Sport)        | Rebecchi Nordmeccanica Piacenza (Mistrz i zdobywca Pucharu Włoch) | Unendo Yamamay Busto Arsizio (Wicemistrz Włoch)                       | 3:2 (15:25, 25:16, 25:27, 25:19, 15:11) |
| XX     | 10.10.2015        | Cremona (PalaRadi)                    | Pomì Casalmaggiore (Mistrz Włoch)                                 | Igor Gorgonzola Novara (Wicemistrz i zdobywca Pucharu Włoch)          | 3:2 (17:25, 25:22, 25:23, 20:25, 17:15) |
| XXI    | 08.12.2016        | Treviso (PalaVerde)                   | Imoco Volley Conegliano (Mistrz Włoch)                            | Foppapedretti Bergamo (Zdobywca Pucharu Włoch)                        | 3:1 (22:25, 25:18, 25:22, 25:22)        |
| XXII   | 01.11.2017        | Novara (PalaTerdoppio)                | Igor Gorgonzola Novara (Mistrz Włoch)                             | Imoco Volley Conegliano (Zdobywca Pucharu Włoch)                      | 3:2 (25:19, 25:27, 22:25, 25:23, 16:14) |
| XXIII  | 10.11.2018        | Treviso (PalaVerde)                   | Imoco Volley Conegliano (Mistrz Włoch)                            | Igor Gorgonzola Novara (Wicemistrz i zdobywca Pucharu Włoch)          | 3:1 (25:21, 25:17, 17:25, 25:23)        |
| XXIV   | 16.11.2019        | Mediolan (Allianz Cloud)              | Imoco Volley Conegliano (Mistrz Włoch)                            | Igor Gorgonzola Novara (Wicemistrz i zdobywca Pucharu Włoch)          | 3:0 (25:20, 25:17, 25:21)               |
| XXV    | 06.09.2020        | Vicenza (PalaGoldoni)                 | Imoco Volley Conegliano (Zdobywca Pucharu Włoch)                  | Unet E-Work Busto Arsizio (Finalista Pucharu Włoch)                   | 3:0 (25:16, 25:15, 25:15)               |
| XXV    | 02.10.2021        | Modena (PalaPanini)                   | Imoco Volley Conegliano (Zdobywca Pucharu Włoch)                  | Igor Gorgonzola Novara (Finalista Pucharu Włoch)                      | 3:1 (23:25, 29:27, 25:15, 26:24)        |
| XXVI   | 26.11.2022        | Florencja (Palazzo Wanny)             | Imoco Volley Conegliano (Zdobywca Pucharu Włoch)                  | Igor Gorgonzola Novara (Finalista Pucharu Włoch)                      | 3:1 (25:23, 17:25, 25:17, 25:17)        |
| XXVII  | 28.11.2023        | Livorno (Modigliani Forum)            | Imoco Volley Conegliano (Zdobywca Pucharu Włoch)                  | Vero Volley Milano (Finalista Pucharu Włoch)                          | 3:1 (26:24, 21:25, 25:23, 25:20)        |
| XXVIII | 28.09.2024        | Rzym (Palazzo dello Sport)            | Imoco Volley Conegliano (Zdobywca Pucharu Włoch)                  | Vero Volley Milano (Finalista Pucharu Włoch)                          | 3:2 (20:25, 25:16, 21:25, 25:23, 15:11) |

## Bilans klubów
| Lp. | Klub                              | złoto | srebro |
| --- | --------------------------------- | ----- | ------ |
| 1.  | Imoco Volley Conegliano           | 8     | 2      |
| 2.  | Foppapedretti Bergamo             | 6     | 5      |
| 3.  | Scavolini Pesaro                  | 4     | 0      |
| 4.  | Asystel Novara                    | 2     | 2      |
| 5.  | Rebecchi Nordmeccanica Piacenza   | 2     | 0      |
| 6.  | Igor Gorgonzola Novara            | 1     | 5      |
| 7.  | Volley Modena                     | 1     | 3      |
| 8.  | Despar Sirio Perugia              | 1     | 3      |
| 9.  | Unendo Yamamay Busto Arsizio      | 1     | 2      |
| 10. | Pomì Casalmaggiore                | 1     | 0      |
| 11. | Virtus Reggio Calabria            | 1     | 0      |
| 12. | Metodo Minetti Vicenza            | 1     | 0      |
| 13. | MC-PietroCarnaghi Villa Cortese   | 0     | 3      |
| 14. | Vero Volley Milano                | 0     | 2      |
| 15. | Asystel MC Carnaghi Villa Cortese | 0     | 1      |
| 16. | Monte Schiavo Banca Marche Jesi   | 0     | 1      |
| 17. | CerMagica Reggio Emilia           | 0     | 1      |